# Undopterix sukatshevae
Undopterix sukatshevae is een vlinder die bekend is als fossiel uit het onder-krijt van Rusland. De wetenschappelijke naam van de soort werd in 1979 gepubliceerd door Andrzej Wladyslaw Skalski. Deze soort is de typesoort van het geslacht Undopterix, dat bij publicatie door Skalski in de familie oermotten (Micropterigidae) werd geplaatst. In 1988 plaatste M.V. Kozlow dit geslacht in de familie Undopterigidae Kozlow, 1988, die ook door Van Nieukerken et al. in 2011 in hun overzicht werd opgenomen. Door Sohn et al. werd het geslacht echter samen met Eolepidopterix in de familie Eolepidopterigidae Rasnitsyn, 1983 geplaatst, een familie die ook door Van Nieukerken et al. wordt onderscheiden, maar dan in engere zin.